# Anna Habsburská (1528–1590)
Anna Habsburská (7. července 1528 Praha – 16. října 1590 Mnichov) byla rakouská arcivévodkyně a sňatkem vévodkyně bavorská.

## Biografie

### Původ, mládí
Narodila se jako třetí z patnácti dětí Ferdinanda I. Habsburského a jeho ženy Anny Jagellonské, dcery českého a uherského krále Vladislava II. Jagellonského.

### Manželství
V dětství byla Anna dvakrát zasnoubena, nejprve s Theodorem Bavorským, a podruhé s Karlem Orleánským. Oba však zemřeli dříve, než se mohl konat sňatek. Nakonec byla v sedmnácti letech provdána za stejně starého dědice bavorského trůnu Albrechta V. Honosná svatba Anny a Albrechta se konala 4. července roku 1546 v Řezně a mladá nevěsta si přinesla do života věno ve výši padesát tisíc zlatých. Cílem sňatku bylo alespoň na chvíli uchlácholit napjaté vztahy mezi habsburskou a wittelsbašskou dynastií. Sňatek mezi Wittelsbachy a Habsburky byl významnou událostí evropské politiky: spříznil oba rody a po něm následovala řada dalších manželských spojení mezi jejich příslušníky
Součástí manželské smlouvy byla i klauzule, jež potvrzovala, že v případě vymření mužských příslušníků habsburské dynastie připadne rakouské dědictví Wittelsbachům. Smlouva se po téměř dvou stoletích stala dokonce i důvodem válečného konfliktu, když tuto klauzuli uplatnil Annin potomek, bavorský kurfiřt Karel VII. Albrecht, jenž po smrti císaře Karla VI., který zemřel roku 1740 bez mužských dědiců, vystoupil proti Karlově dceři Marii Terezii s nároky na naddunajská území (Čechy, Morava, Slezsko) a po vymření španělských Habsburků i na Uhry.

### Bavorská vévodkyně
Vzdělaná, uměnímilovná a zbožná Anna záhy stanula v centru skvostného společenského života honosného bavorského dvora. Manželé sídlili na zámku Trausnitz a na svém dvoře hostili umělce, filosofy a katolické duchovní. Stejné osazenstvo měl později i vévodský dvůr v Mnichově, kde se za doby Annina působení plně rozvinula nádhera renesance.
Bavorskou vévodkyní se Anna stala poté, co 7. března roku 1550 zemřel její tchán Vilém IV. Bavorský a její manžel se stal bavorským vévodou jako Albrecht V. Oba manželé měli silný vliv na duchovní život vévodství. Otevřeli několik muzeí a založili Bavorskou státní knihovnu a přispěli tak významně k pověsti Mnichova jako města vědy a umění. Jejich podpoře se těšili např. hudební skladatel Orlando di Lasso či malíř Hans Mielich.
Annina podpora katolické církvi, především františkánského řádu, přispěla k upevnění tradiční vazby Bavorska na katolické náboženství. Významně podporovala katolický klášter ve Vadsteně v reformovaném Švédsku.

### Potomci
Z manželství Anny a Albrechta se narodilo sedm dětí, pět synů a dvě dcery, dva chlapci však zemřeli jako nemluvňata:
- 1. Karel (7. 9. 1547 Starnberg – 7. 12. 1547)[2][3]
- 2. Vilém V. (29. 9. 1548 Landshut – 7. 2. 1626 Oberschleißheim), vévoda bavorský v letech 1579–1597[4][5]
⚭ 1568 Renata Lotrinská (20. 4. 1544 Nancy – 22. 5. 1602 Mnichov)[6][7]
- 3. Ferdinand (20. 1. 1550 Landshut – 30. 1. 1608 Mnichov)[8]
⚭ 1588 Marie Pettenbecková (5. 2. 1573 – 5. 12. 1619),[9] morganatické manželství
- 4. Marie Anna (21. 3. 1551 Mnichov – 29. 4. 1608 Štýrský Hradec)[10][11]
⚭ 1571 Karel II. Štýrský (3. 6. 1540 Vídeň – 10. 7. 1590 Štýrský Hradec), vládce Vnitřních Rakous od roku 1564 až do své smrti[12][13]
- 5. Maximiliana Marie (4. 7. 1552 Mnichov – 11. 7. 1614 tamtéž),[14][15] svobodná a bezdětná
- 6. Fridrich (26. 7. 1553 Mnichov – 18. 4. 1554)[16][17]
- 7. Arnošt (17. 12. 1554 Mnichov – 17. 2. 1612 Arnsberg), arcibiskup a kurfiřt kolínský[18][19]

### Smrt
Svého muže, který zemřel 24. října 1579, přežila Anna o jedenáct let. Zemřela 17. října roku 1590 v Mnichově a byla pohřbena v rodové hrobce Wittelsbachů v místní katedrála Panny Marie (Domkirche zu Unserer Lieben Frau či krátce Frauenkirche).

## Vývod z předků
|                 |                            |  |                       |                          |  |  |  |  |  |  |  | Fridrich III. Habsburský |
|                 |                            |  |                       |                          |  |  |  |  |  |  |  |                          |
|                 | Maximilián I. Habsburský   |  |                       |                          |  |  |  |  |  |  |  |                          |
|                 |                            |  |                       |                          |  |  |  |  |  |  |  |                          |
|                 |                            |  |                       | Eleonora Portugalská     |  |  |  |  |  |  |  |                          |
|                 |                            |  |                       |                          |  |  |  |  |  |  |  |                          |
|                 | Filip I. Sličný            |  |                       |                          |  |  |  |  |  |  |  |                          |
|                 |                            |  |                       |                          |  |  |  |  |  |  |  |                          |
|                 |                            |  |                       | Karel Smělý              |  |  |  |  |  |  |  |                          |
|                 |                            |  |                       |                          |  |  |  |  |  |  |  |                          |
|                 | Marie Burgundská           |  |                       |                          |  |  |  |  |  |  |  |                          |
|                 |                            |  |                       |                          |  |  |  |  |  |  |  |                          |
|                 |                            |  |                       | Isabela Bourbonská       |  |  |  |  |  |  |  |                          |
|                 |                            |  |                       |                          |  |  |  |  |  |  |  |                          |
|                 | Ferdinand I. Habsburský    |  |                       |                          |  |  |  |  |  |  |  |                          |
|                 |                            |  |                       |                          |  |  |  |  |  |  |  |                          |
|                 |                            |  |                       | Jan II. Aragonský        |  |  |  |  |  |  |  |                          |
|                 |                            |  |                       |                          |  |  |  |  |  |  |  |                          |
|                 | Ferdinand II. Aragonský    |  |                       |                          |  |  |  |  |  |  |  |                          |
|                 |                            |  |                       |                          |  |  |  |  |  |  |  |                          |
|                 |                            |  |                       | Jana Enríquez de Córdoba |  |  |  |  |  |  |  |                          |
|                 |                            |  |                       |                          |  |  |  |  |  |  |  |                          |
|                 | Jana I. Kastilská          |  |                       |                          |  |  |  |  |  |  |  |                          |
|                 |                            |  |                       |                          |  |  |  |  |  |  |  |                          |
|                 |                            |  |                       | Jan II. Kastilský        |  |  |  |  |  |  |  |                          |
|                 |                            |  |                       |                          |  |  |  |  |  |  |  |                          |
|                 | Isabela Kastilská          |  |                       |                          |  |  |  |  |  |  |  |                          |
|                 |                            |  |                       |                          |  |  |  |  |  |  |  |                          |
|                 |                            |  |                       | Isabela Portugalská      |  |  |  |  |  |  |  |                          |
|                 |                            |  |                       |                          |  |  |  |  |  |  |  |                          |
| Anna Habsburská |                            |  |                       |                          |  |  |  |  |  |  |  |                          |
|                 |                            |  |                       |                          |  |  |  |  |  |  |  |                          |
|                 |                            |  | Vladislav II. Jagello |                          |  |  |  |  |  |  |  |                          |
|                 |                            |  |                       |                          |  |  |  |  |  |  |  |                          |
|                 | Kazimír IV. Jagellonský    |  |                       |                          |  |  |  |  |  |  |  |                          |
|                 |                            |  |                       |                          |  |  |  |  |  |  |  |                          |
|                 |                            |  |                       | Sofie Litevská           |  |  |  |  |  |  |  |                          |
|                 |                            |  |                       |                          |  |  |  |  |  |  |  |                          |
|                 | Vladislav II. Jagellonský  |  |                       |                          |  |  |  |  |  |  |  |                          |
|                 |                            |  |                       |                          |  |  |  |  |  |  |  |                          |
|                 |                            |  |                       | Albrecht II. Habsburský  |  |  |  |  |  |  |  |                          |
|                 |                            |  |                       |                          |  |  |  |  |  |  |  |                          |
|                 | Alžběta Habsburská         |  |                       |                          |  |  |  |  |  |  |  |                          |
|                 |                            |  |                       |                          |  |  |  |  |  |  |  |                          |
|                 |                            |  |                       | Alžběta Lucemburská      |  |  |  |  |  |  |  |                          |
|                 |                            |  |                       |                          |  |  |  |  |  |  |  |                          |
|                 | Anna Jagellonská           |  |                       |                          |  |  |  |  |  |  |  |                          |
|                 |                            |  |                       |                          |  |  |  |  |  |  |  |                          |
|                 |                            |  |                       | Jan I. z Foix            |  |  |  |  |  |  |  |                          |
|                 |                            |  |                       |                          |  |  |  |  |  |  |  |                          |
|                 | Gaston II. de Foix-Candale |  |                       |                          |  |  |  |  |  |  |  |                          |
|                 |                            |  |                       |                          |  |  |  |  |  |  |  |                          |
|                 |                            |  |                       | Margaret de la Pole      |  |  |  |  |  |  |  |                          |
|                 |                            |  |                       |                          |  |  |  |  |  |  |  |                          |
|                 | Anna de Foix a Candale     |  |                       |                          |  |  |  |  |  |  |  |                          |
|                 |                            |  |                       |                          |  |  |  |  |  |  |  |                          |
|                 |                            |  |                       | Gaston IV. z Foix        |  |  |  |  |  |  |  |                          |
|                 |                            |  |                       |                          |  |  |  |  |  |  |  |                          |
|                 | Kateřina z Foix            |  |                       |                          |  |  |  |  |  |  |  |                          |
|                 |                            |  |                       |                          |  |  |  |  |  |  |  |                          |
|                 |                            |  |                       | Eleonora Navarrská       |  |  |  |  |  |  |  |                          |
|                 |                            |  |                       |                          |  |  |  |  |  |  |  |                          |